# Spéracèdes
 Spéracèdes  es una población y comuna francesa, en la región de Provenza-Alpes-Costa Azul, departamento de Alpes Marítimos, en el distrito de Grasse y cantón de Saint-Vallier-de-Thiey.

## Demografía
| 440 | 531 | 674 | 764 | 1029 | 1095 |
| Para los censos de 1962 a 1999 la población legal corresponde a la población sin duplicidades (Fuente: INSEE [Consultar]) |     |     |     |      |      |